# Centre Kierikki
Le Centre Kierikki (finnois : Kierikkikeskus) est un musée préhistorique situé à Kierikki, dans le district d'Yli-Ii, sur le territoire de la commune d'Oulu, en Finlande.

## Localisation
Le Centre préhistorique de Kierikki est situé le long de la route 8540, à une dizaine de km d'Yli-Ii et à environ 60 km d'Oulu.

## Historique
Le musée a fait l'objet d'un concours d'architecte en 1999. Reijo Jallinoja, lauréat du concours, a conçu le bâtiment.

Le musée a ouvert ses portes en 2001. Il a reçu le prix Europa Nostra en 2002.

## Description
Le bâtiment principal abrite des vestiges préhistoriques du Mésolithique et du Néolithique découverts dans la région.

Il est entouré d'un village mésolithique reconstitué d'il y a 6 000 ans (voir illustrations plus bas).

## Autres services
Le bâtiment principal abrite aussi un restaurant, une boutique de cadeaux, des salles de conférence et un auditorium.
L'hôtel Kierikki est situé à environ 50 m.

## Galerie

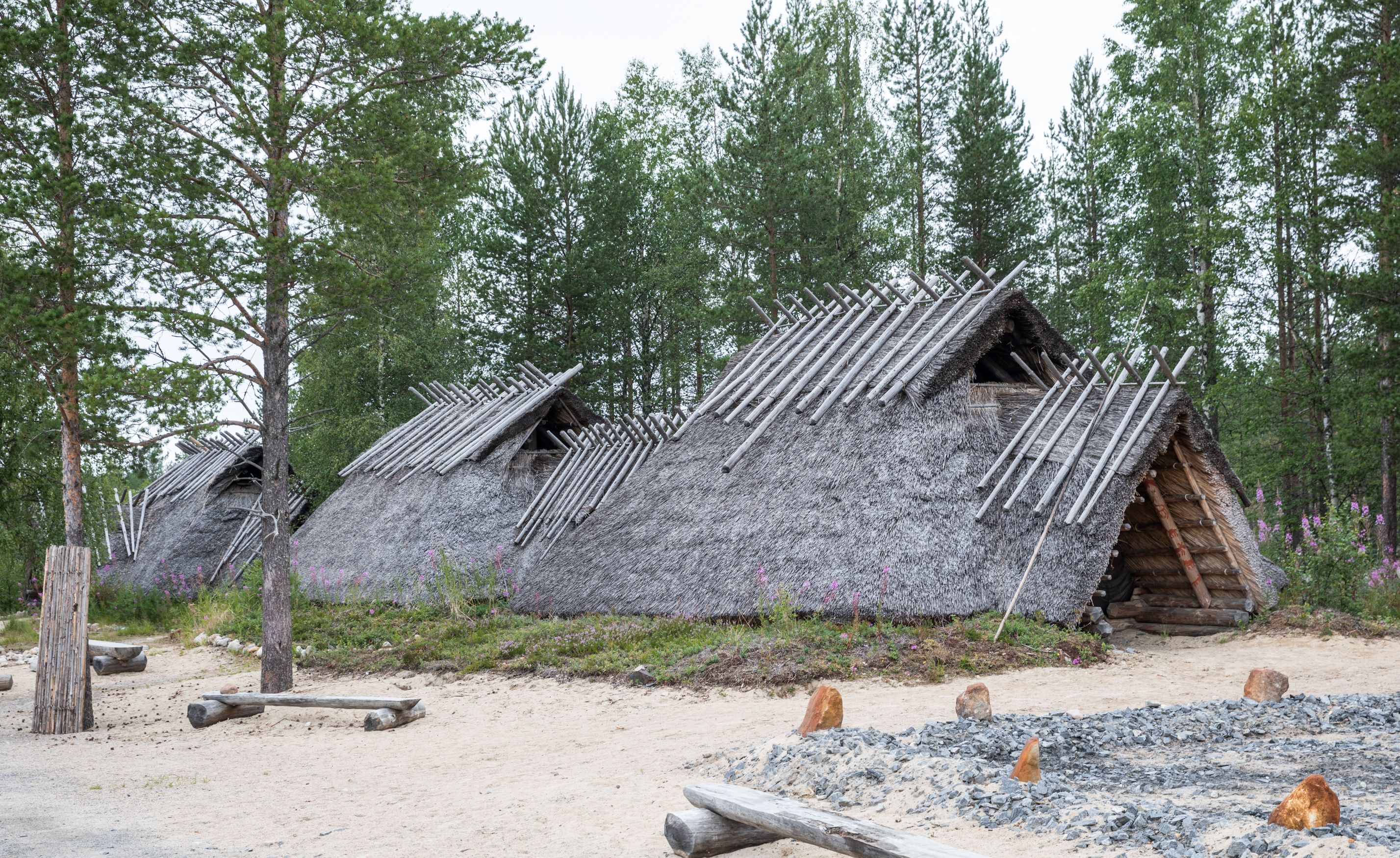
Habitation de l'âge de la pierre
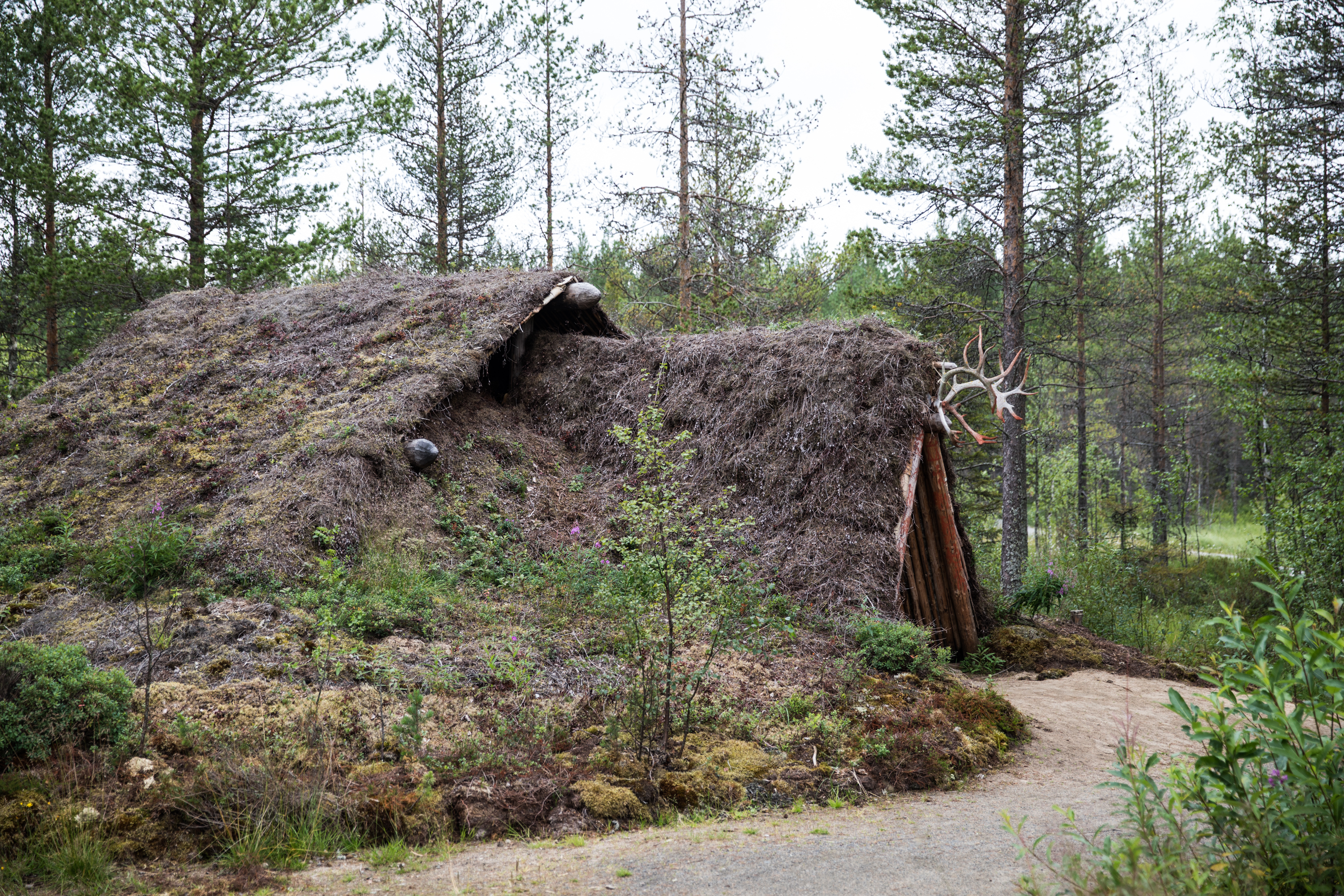
Toiture d'habitation de l'âge de pierre
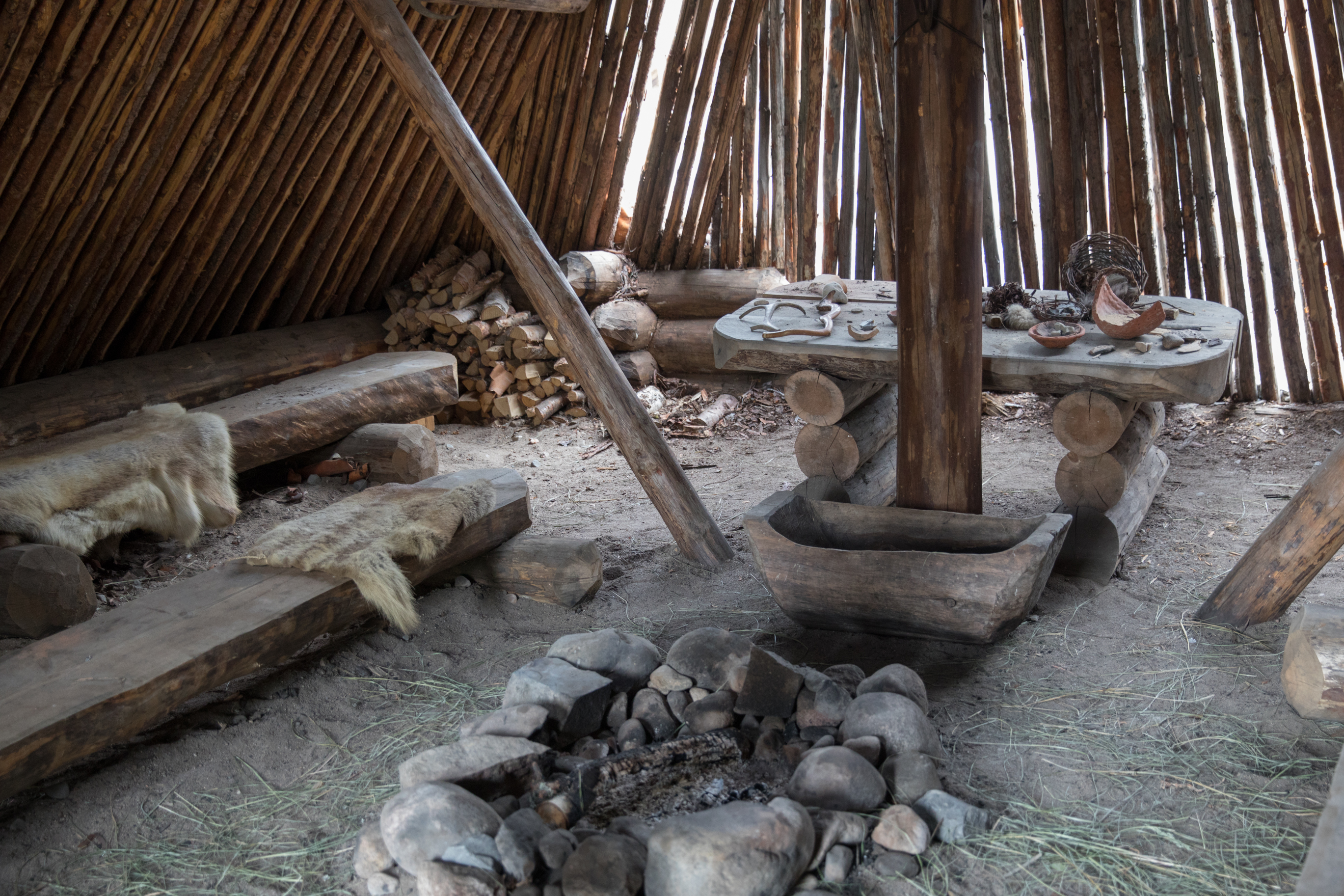
Intérieur d'une demeure de l'âge de pierre
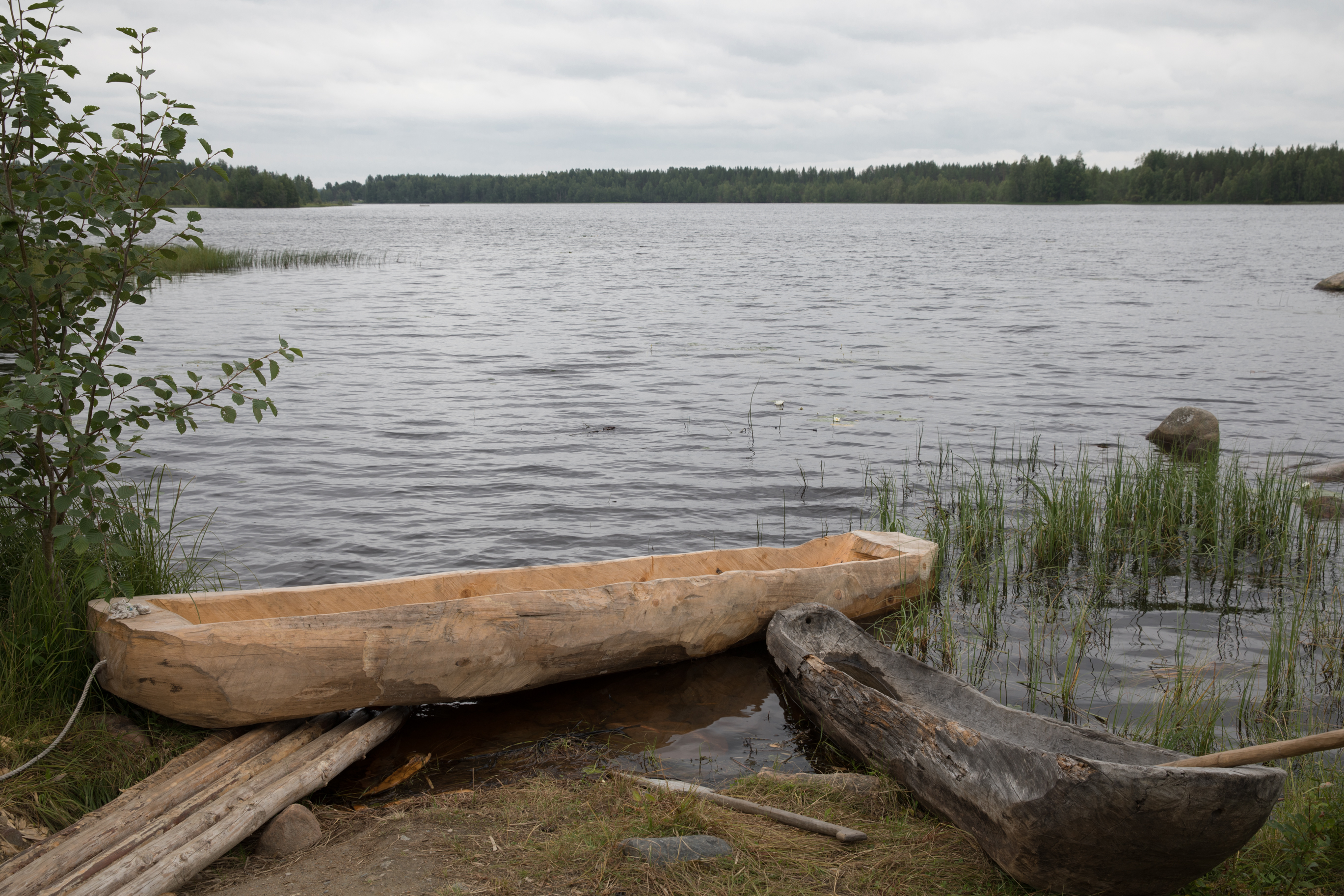
Pirogue monoxyle